# Konstantin Gloger
Konstantin Gloger OCist (auch Konstantin II. Gloger; * 16. Januar 1745 in Ellguth, Fürstentum Neisse; † 18. Juni 1814 in Patschkau) war ab 1793 bis 1810 Abt des Zisterzienserklosters Heinrichau und in dieser Eigenschaft zugleich Landeshauptmann des Herzogtum Münsterberg. Seine Amtszeit in Heinrichau endete 1810 durch die Säkularisation in Preußen. In Personalunion mit Heinrichau war Konstantin Gloger seit 1793 (mit Unterbrechung von 1803 bis 1808) bis zu seinem Tod 1814 zugleich Abt von Zirc in Ungarn und dadurch Mitglied des ungarischen Landtages.

## Leben
Seine Eltern waren Balthasar Gloger und Elisabeth, geborene Mitmann. Nach dem Schulbesuch trat Konstantin Gloger als Novize in das Zisterzienserkloster Heinrichau ein, wo er am 21. März 1770 die Ordensgelübde ablegte. Am 5. Juni 1771 wurde er zum Priester geweiht. 1776 bis 1777 bekleidete er das Amt des Küchenpräfekten, danach war er seelsorglich tätig: ab 1779 als Kurat in Silberberg und ab 1788 Administrator in Schönwalde. 1790 wurde er zum Prior berufen.
Nach dem Tod des Heinrichauer Abtes Markus Welzel 1793 wurde Konstantin Gloger am 4. Februar desselben Jahres zu dessen Nachfolger gewählt. Nach der Bestätigung am 5. März 1793 folgte am 9. April desselben Jahres die Infulierung. Von 1797 bis 1810 war er Generalvikar der schlesischen Zisterzienserklöster. Nachdem das Kloster Heinrichau 1810 durch den preußischen König Friedrich Wilhelm III. aufgehoben wurde, bemühte sich Konstantin Gloger beim Kaiser Joseph II. um die Erlaubnis, den Konvent nach Zirc umzusiedeln, hatte damit aber keinen Erfolg, da sich die ungarische Statthalterei in Buda diesem Vorhaben widersetzte. Nachfolgend wurden die Klosterbibliothek, das Archiv und die Kunstschätze zum größten Teil an die staatlichen Sammlungen in Breslau übergeben. Die Klostergebäude und das zugehörige Klostergut übernahm 1812 Prinzessin Friederike Louise Wilhelmine, die spätere Königin der Niederlande. Die Klosterkirche wurde zur Pfarrkirche umgewidmet.
Seit 1793 bis zu seinem Tod 1814 war Konstantin Gloger in Personalunion zugleich Abt des Klosters Zirc in Ungarn. Von diesem Amt war er von 1803 bis 1808 von der königlich-ungarischen Statthalterei suspendiert. 1793, 1796, 1799, 1803 und 1810 hielt er sich in Ungarn als Visitator auf.
Als Abt von Heinrichau wurde Konstantin Gloger 1810 pensioniert und musste, wie der gesamte Konvent, Heinrichau verlassen. Später wurde ihm der Rote Adlerorden verliehen. Seine letzten Jahre verbrachte er in Patschau, wo er 1814 starb. Sein Leichnam wurde in der Heinrichauer Klosterkirche beigesetzt, die nun als Pfarrkirche diente.